# Drowning Girl
Drowning Girl —en español Chica ahogada —también conocida como Secret Hearts o I Don't Care! I'd Rather Sink, es una pintura estadounidense de 1963 en óleo y pintura de polímero sintético sobre lienzo de Roy Lichtenstein, basada en el arte original de Tony Abruzzo. La pintura se considera una de las obras más significativas de Lichtenstein, quizás a la par de su aclamado díptico de 1963 ¡Whaam!. Una de las pinturas más representativas del movimiento pop art, Drowning Girl fue adquirida por el Museo de Arte Moderno en 1971.
La pintura ha sido descrita como una "obra maestra del melodrama" y es una de las primeras imágenes del artista que representa a mujeres en situaciones trágicas, un tema al que volvió a menudo a mediados de la década de 1960. Muestra a una mujer con ojos llorosos en un mar turbulento. Está emocionalmente angustiada, aparentemente por un romance. Usando las convenciones del arte de los cómics, un globo de pensamiento dice: "¡No me importa! ¡Prefiero hundirme que llamar a Brad para pedir ayuda!". Este elemento narrativo resalta el melodrama cliché, mientras que sus gráficos, incluidos los puntos de Ben-Day que hacen eco del efecto del proceso de impresión, reiteran el tema de Lichtenstein del trabajo pictórico que imita la reproducción mecanizada. El trabajo se deriva de una viñeta de DC Comics de 1962; tanto los elementos gráficos como los narrativos de la obra se recortan de la imagen de origen. También toma prestado de La gran ola de Kanagawa de Hokusai y de elementos de los artistas modernistas Jean Arp y Joan Miró. Es una de varias obras de Lichtenstein que mencionan a un personaje llamado Brad que está ausente de la imagen.

## Fondo
A fines de la década de 1950 y principios de la de 1960, varios pintores estadounidenses comenzaron a adaptar las imágenes y los motivos de las tiras cómicas. Roy Lichtenstein hizo dibujos de personajes de tiras cómicas en 1958. Andy Warhol produjo sus primeras pinturas en este estilo en 1960. Lichtenstein, desconociendo el trabajo de Warhol, produjo Look Mickey y Popeye en 1961. Aunque Warhol había producido serigrafías de tiras cómicas y de otros temas del arte pop, supuestamente se relegó a las Latas de sopa Campbell como tema en ese momento para evitar competir con el estilo más acabado de los cómics de Lichtenstein. Una vez dijo: "Tengo que hacer algo que realmente tenga mucho impacto, que sea lo suficientemente diferente de Lichtenstein y James Rosenquist, que sea muy personal, que no parezca que estoy haciendo exactamente lo que ellos están haciendo".

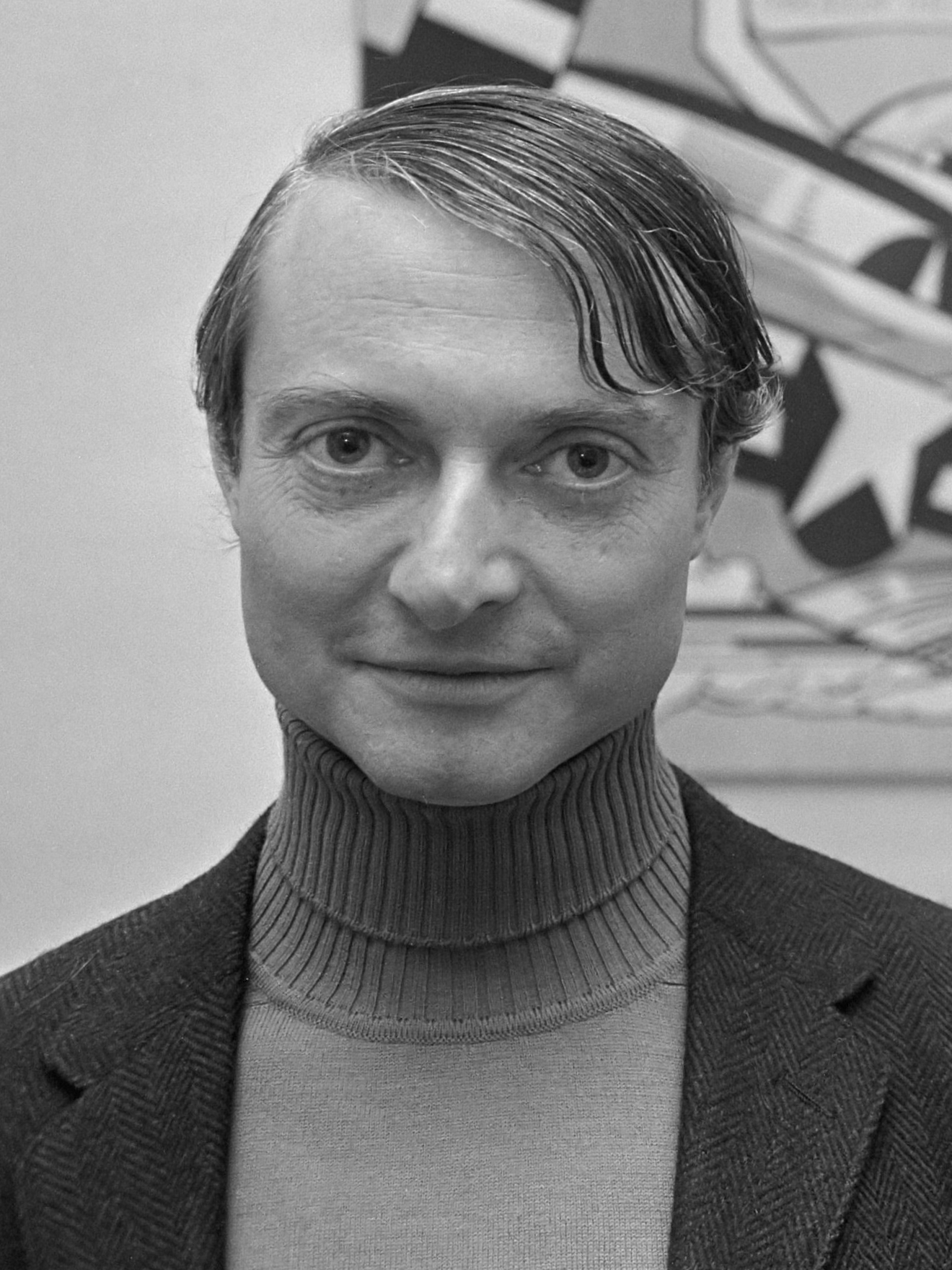
En 1961, el trabajo de Roy Lichtenstein pasó de los dibujos animados a temas más serios como el romance y las fuerzas armadas en tiempos de guerra.

Drowning Girl mostró cómo la obra de Lichtenstein evolucionó de los dibujos animados a temas más serios como el romance y las fuerzas armadas durante la II Guerra Mundial, marcando su salida de su periodo de expresionismo abstracto en 1961. "Me emocionaba y me interesaba mucho el contenido altamente emocional y a la vez impersonal del amor, el odio, la guerra, etc. de estas imágenes de dibujos animados", dijo Lichtenstein en su momento. Entre 1962 y 1963, Lichtenstein se burló de cuatro cuadros de Picasso. Las representaciones de Picasso de mujeres llorando pueden haber inspirado a Lichtenstein a crear imágenes de mujeres asustadas y con los ojos llorosos, como las protagonistas de Hopeless y Drowning Girl. Su primer matrimonio se estaba acabando por aquel entonces, lo que podría haber sido otro factor para que a principios y mediados de la década de 1960 pusiera mucho énfasis en retratar a mujeres angustiadas. De 1949 a 1965, Lichtenstein estuvo casado con Isabel Wilson; tuvieron dos hijos. El matrimonio terminó en divorcio en 1963.
Cuando Lichtenstein hizo su transición al trabajo basado en cómics, comenzó a imitar el estilo mientras adaptaba el tema. Aplicó esquemas de color simplificados y técnicas similares a la impresión comercial. El estilo que adoptó fue "imágenes simples y bien enmarcados campos sólidos de colores llamativos, a menudo delimitados por líneas de borde gruesas y marcadas". La técnica prestada era "representar variaciones tonales con patrones de círculos de colores que imitaban las pantallas de medios tonos de los puntos Ben-Day utilizados en la impresión de periódicos". PBS afirma que se trata de una adaptación del estilo de línea clara asociado con Hergé. Lichtenstein dijo una vez de su técnica: "Tomo un cliché y trato de organizar sus formas para hacerlo monumental".
El tema de Drowning Girl es un ejemplo de las mujeres basadas en cómics de Lichtenstein posteriores a 1963 que "se ven duras, nítidas, quebradizas y uniformemente modernas en apariencia, como si todas salieran del mismo bote de maquillaje". A principios de la década de 1960, Lichtenstein produjo varias pinturas de "drama de fantasía" de mujeres enamoradas de hombres dominantes que hacían que las mujeres se sintieran miserables, como Drowning Girl, Hopeless e In the Car. Estas obras sirvieron como preludio de las pinturas de 1964 de inocentes "chicas de al lado" en una variedad de estados emocionales tenues. "En Hopeless y Drowning Girl, por ejemplo, las heroínas aparecen como víctimas de aventuras amorosas infelices, y una muestra impotencia. ... y la otra desafío (preferiría ahogarse antes que pedir la ayuda de su amante)". Drowning Girl, las obras mencionadas y Oh, Jeff. . . Yo también te amo. . . Pero... se encuentran entre esas tragedias que hacen del autor un atractivo popular en los museos.

## Historia
Drowning Girl se deriva de la página inicial de "Run for Love!", ilustrada por Tony Abruzzo y con letras de Ira Schnapp, en Secret Hearts #83 (noviembre de 1962), DC Comics. Este es el mismo cómic que inspiró Hopeless.
En 1963, Lichtenstein parodiaba varios tipos de fuentes, como ilustraciones comerciales, imágenes cómicas e incluso obras maestras modernas. Las obras maestras representaban lo que podría haberse denominado el "canon" del arte y se consideraba "arte elevado", mientras que el tema del "arte bajo" incluía imágenes de tiras cómicas. Las fuentes de sus obras maestras incluyeron gente como Cézanne, Mondrian y Picasso. Durante este tiempo de su carrera, Lichtenstein señaló que "las cosas que aparentemente he parodiado, en realidad admiro". En ese momento, Lichtenstein estaba explorando el tema de la "industrialización de las emociones". En el obituario de Lichtenstein, el crítico de Los Angeles Times Christopher Knight dijo que la obra era "una réplica ingeniosa de las famosas pinturas de mujeres de De Kooning". Sus romances en estilo cómic a menudo representaban representaciones estereotipadas de pasiones frustradas. Aunque el sitio web de la Fundación Lichtenstein afirma que Lichtenstein no comenzó a usar su técnica de proyector de opacos hasta el otoño de 1963, Lichtenstein describió su proceso para producir arte basado en cómics, incluida Drowning Girl:

De la forma más directa posible... a partir de una viñeta, fotografía o lo que sea, hago un dibujo pequeño, del tamaño que quepa en mi proyector opaco... No dibujo un dibujo para reproducirlo, lo hago para recomponerlo... Proyecto el dibujo en el lienzo y lo pinto a lápiz y luego juego con el dibujo hasta que me satisface.
Lichtenstein

Cuando Lichtenstein tuvo su primera exposición individual en la Galería Leo Castelli en la ciudad de Nueva York en febrero de 1962, las entradas se agotaron antes de la inauguración. Además de Drowning Girl, la exhibición incluyó Look Mickey, Engagement Ring, Blam y The Refrigerator. El programa se desarrolló del 10 de febrero al 3 de marzo de 1962. Según el sitio web de la Fundación Lichtenstein, Drowning Girl fue parte de la primera exposición de Lichtenstein en Ferus Gallery en Los Ángeles desde el 1 de abril. – 27 de abril de 1963, con Obra maestra, Retrato de Madame Cézanne y otras obras de 1962 y 1963. También formó parte de su segunda exposición individual en la Galería Leo Castelli a partir del 28 de septiembre. – 24 de octubre de 1963 que incluía Torpedo. . . Los! , Baseball Manager, In the Car, Conversation y Whaam!. Los materiales de promoción para el programa incluyeron la litografía Crak!. El Museo de Arte Moderno adquirió Drowning Girl en 1971, y su página web para este trabajo acredita a Philip Johnson y al Sr. y la Sra. Bagley Wright por la adquisición.

## Descripción
Algunas fuentes se refieren a las protagonistas de la serie de chicas trágicas como heroínas (en el sentido de que son lo opuesto a los héroes), mientras que otras no lo hacen (en el sentido de que no son heroicas). La protagonista del cuadro Drowning Girl prefiere someterse a la fuerza del océano antes que pedir ayuda. La cabeza, el hombro y la mano del sujeto, que apenas sobresalen del agua, son las únicas partes de su cuerpo que permanecen en la versión de Lichtenstein de la escena. Tiene los ojos cerrados, pero de ellos caen gotas que parecen lágrimas. Como Lichtenstein sólo presenta un fotograma, el espectador no sabe qué ha pasado antes de este momento ni qué va a pasar después. Además, el espectador no tiene forma de saber quién es Brad ni el motivo de su reticencia a llamarle.
Según The Grove Encyclopedia of American Art, el elemento más importante del procedimiento de Lichtenstein a principios de la década de 1960 fue "la ampliación y unificación de su material de origen". Aunque, según algunas fuentes, los cambios realizados para producir Drowning Girl no se consideran significativos, Lichtenstein realizó varios cambios notables con respecto a la fuente original: "En la ilustración original, el novio de la chica que se ahoga aparece en el fondo, aferrándose a su bote volcado. Lichtenstein recortó la imagen dramáticamente, mostrando solo a la chica y rodeada por una ola amenazadora. Cambió la leyenda de '¡No me importa si tengo un calambre!' a '¡No me importa!' y el nombre del novio de Mal a Brad."  Con el cambio narrativo anterior, Lichtenstein eliminó la evidencia de que la joven que se ahoga tiene un calambre en la pierna. Con este último cambio narrativo, Lichtenstein intentó cambiar la percepción del novio. Al hablar de otra obra (I Know. . . Brad), Lichtenstein afirmó que el nombre Brad le sonaba heroico y lo usaba con el objetivo de simplificar demasiado el cliché.
El método de Lichtenstein implicaba "el fortalecimiento de los aspectos formales de la composición, una estilización del motivo y una 'congelación' tanto de la emoción como de las acciones". Aunque las viñetas de cómics representan un momento en el tiempo, Drowning Girl se toma prestado de un ejemplo de una viñeta que representa un momento relativamente más "preñado" de drama dependiente del pasado y del futuro que la mayoría de los momentos. Este trabajo también marca una fase en la carrera de Lichtenstein cuando muchas de sus obras recibieron títulos en participio presente como Sleeping Girl, Crying Girl y Blonde Waiting, lo que acentúa la "relación con el proceso y la acción" de las obras. Según The Grove Encyclopedia of American Art, durante esta fase de la carrera de Lichtenstein, "un sentido del humor constante, aunque moderado, y gentil contribuye tanto a la alegre ligereza del trabajo de Lichtenstein como a la composición equilibrada y completamente armoniosa".

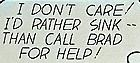
Contenido narrativo de Chica ahogada.

El contenido narrativo estuvo al frente de gran parte del trabajo de Lichtenstein como un medio para atraer al espectador. Midiendo 171.6 cm × 169,5 cm (67,625 in × 66,75 in), Drowning Girl presenta "una mujer joven que parece haber llorado un río ... literalmente ahogándose en la emoción", según Janis Hendrickson. El melodrama deja en claro que ha sido herida por un "Brad", el nombre que se le da a varios de los héroes de Lichtenstein. Vian Shamounki Borchert dice que el pie de foto deja claro que el sujeto está prácticamente "ahogándose en un mar de lágrimas".
Al estilo típico de Lichtenstein, la mujer trágica se presenta "en un estado suspendido de angustia". Según Janis Hendrickson, la cabeza del sujeto parece descansar sobre una ola como si fuera una almohada y yace en el agua como si fuera una cama, creando una mezcla de "erotismo y lugar de descanso final". Las aguas del mar se arremolinan alrededor de las ondas de cabello del sujeto creando la percepción de un remolino. La pintura es representativa de la afinidad de Lichtenstein por el drama de un solo cuadro que reduce la capacidad del espectador para identificarse con él y abstrae la emoción. Su uso de la apariencia industrial y mecánica trivializa aún más los sentimientos, aunque los toques pictóricos se suman a su simplificación.

## Contexto general
A principios de la década de 1960, el tema de Lichtenstein del trabajo basado en cómics fue objeto de acalorados debates. En un artículo de 1963 en The New York Times, Brian O'Doherty escribió que el trabajo de Lichtenstein no era arte, diciendo que Lichtenstein era "uno de los peores artistas de Estados Unidos" que "se esforzó enérgicamente en hacer una oreja de cerda con una oreja de cerda". Esto fue parte de un debate generalizado sobre los méritos de las ampliaciones de viñetas cómicas de Lichtenstein como verdadero arte. En enero de 1964, Life publicó un artículo con el título "¿Es él el peor artista de los EE. UU.?" sobre esta controversia. Las críticas posteriores fueron mucho más amables. Todd Brewster señaló que esto puede haber sido motivado por la demanda popular; le dijo a Life en 1986 que "esas ampliaciones de dibujos animados pueden haber molestado a los críticos, pero los coleccionistas, cansados de la solemnidad del expresionismo abstracto, estaban listos para un alivio cómico. ¿Por qué las páginas divertidas no pueden ser obras de arte?"  Su trabajo ahora es ampliamente aceptado, aunque algunos lo critican por tomar prestados cómics sin atribuir a los creadores originales, pagar regalías o solicitar el permiso de los titulares de los derechos de autor. David Barsalou ha dedicado décadas a identificar todos los materiales de origen de Lichtenstein y ha publicado más de 1000 imágenes en Flickr que detallan las fuentes no reconocidas de Lichtenstein.
Algunos críticos cuestionan las habilidades artísticas de Lichtenstein. Everett Kinstler dijo que a pesar de la asociación de Lichtenstein con los cómics románticos, en su época "ningún editor de cómics habría contratado a Lichtenstein; no era lo suficientemente bueno". Kinstler dijo que Lichtenstein carecía de la capacidad de representar el rango emocional de la historia a través de expresiones faciales y lenguaje corporal de forma independiente.

## Recepción

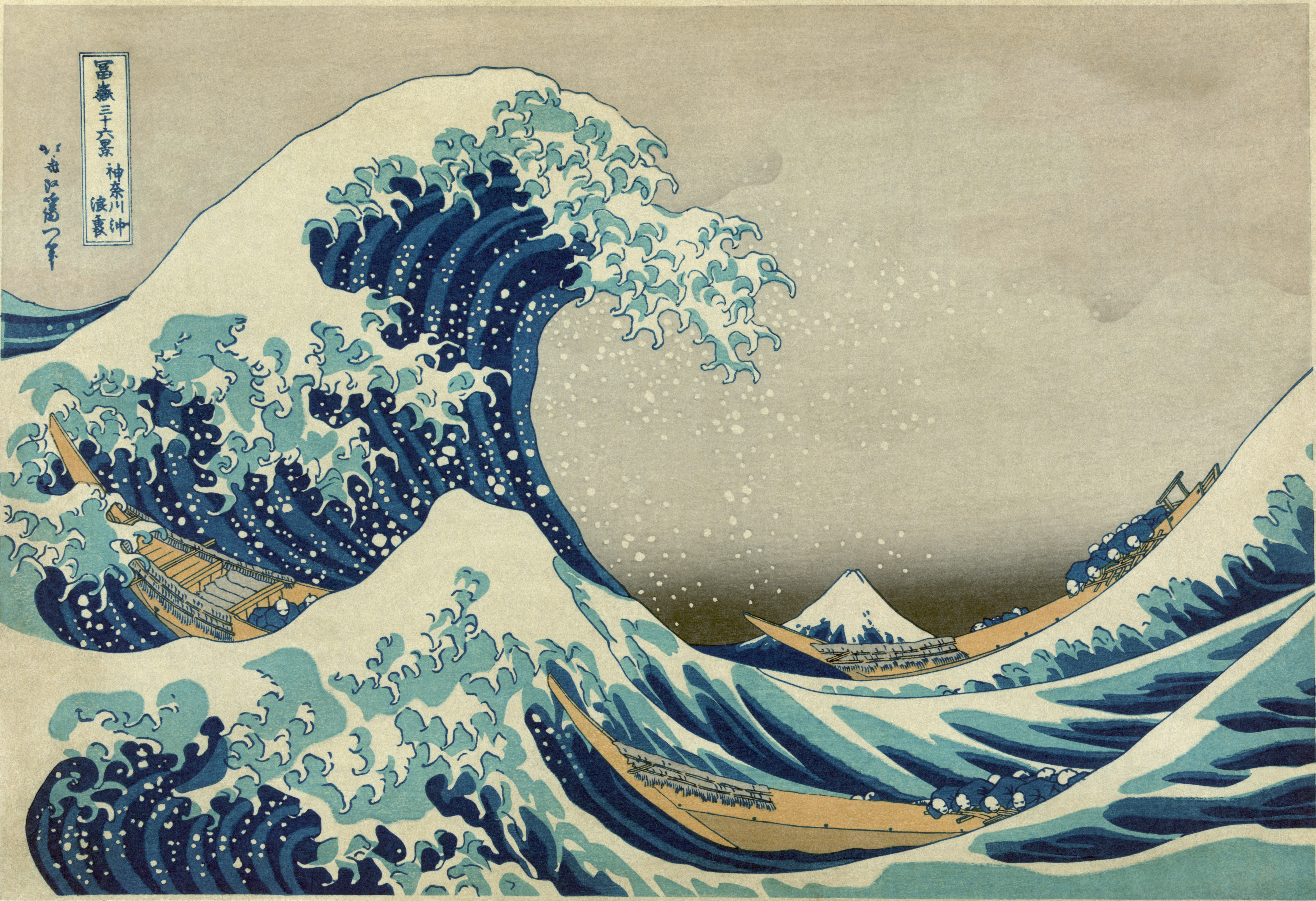
Lichtenstein reconoce que la ola es una adaptación de La gran ola de Kanagawa, el famoso grabado en madera de Hokusai.

Drowning Girl se pintó en la cúspide del uso de puntos agrandados, recorte y ampliación de la fuente original por parte de Lichtenstein. En 1993, la conservadora del Museo Solomon R. Guggenheim, Diane Waldman, señaló que Lichtenstein convirtió a Drowning Girl en la piedra angular de su carrera debido a "su extraordinario sentido de organización, su capacidad para usar una curva de barrido y manipularla en un patrón completo". Según la edición de 2007 de The Oxford Dictionary of American Art and Artists, la obra es "una mezcla de cliché, melodrama, patetismo y absurdo". . . ."  En 1995, el erudito en arte Jonathan Fineberg lo llamó "un estilo notablemente impasible". La imagen es típica de la representación de Lichtenstein de sujetos cómicos que responden a una situación de manera cliché.
Los retoques de Lichtenstein con el material de origen dieron como resultado una recomposición con un enfoque más nítido después de que eliminó varios elementos que distraen la atención de la representación de la mujer, como el bote volcado, el sujeto masculino con problemas y el paisaje marino en general. El resultado, escribió Lanchner, fue remolinos, ondas en picado y "espuma blanca animada" que envuelven al sujeto con una "flotabilidad pictórica" que forma un "continuo acuático".
Drowning Girl presenta un "reconocimiento inequívoco al linealismo extravagante del Art Nouveau ". Las ondas pretenden "recordar a Hokusai así como las formas biomórficas de Arp y Miró "; tal como lo pretendían los cómics originales. Lichtenstein ha afirmado una fuerte relación entre la viñeta original del cómic y La gran ola de Kanagawa de Hokusai, haciendo de este trabajo un puente entre los dos. Se dice que la adaptación de la impresión de ondas agrega una apariencia decorativa a la pintura, sin la cual el trabajo podría ser mucho más alarmante para el espectador. Lichtenstein incluso hizo la conexión entre las ondas arabescas de Drowning Girl y "la estética Art Nouveau". Con respecto a este trabajo, Lichtenstein afirmó:

En Drowning Girl el agua no solo es Art Nouveau, sino que también puede verse como Hokusai. No lo hago solo porque es otra referencia. Los dibujos animados en sí mismos a veces se asemejan a otros periodos en el arte, tal vez sin saberlo... Hacen cosas como las pequeñas olas de Hokusai en Drowning Girl. Pero el original no era muy claro al respecto– ¿por qué debería serlo? Lo vi y luego lo empujé un poco más hasta que fue una referencia que la mayoría de la gente entenderá... es una forma de cristalizar el estilo por medio de la exageración.

Tøjner describe el trabajo como "la mejor formulación de Lichtenstein de una contraimagen de las muchas explosiones en su universo", y señala que el drama ha pasado su punto máximo, aunque puede parecer que está en un crescendo. También señala que "las lágrimas se dibujan con la plenitud cerosa clásica de Lichtenstein" a pesar del agua circundante, lo que debe ser significativo ya que la "justificación naturalista" está ausente. Una reseña de Art Magazine de noviembre de 1963 declaró que esta era una de las "pinturas amplias y poderosas" de la exposición de 1963 en la Galería Castelli. Sin embargo, el nombre de la obra no era universalmente conocido. En la reseña de Art Magazine de su exposición en la Galería Castelli de 1964, se hace referencia a Lichtenstein como el autor de No me importa, preferiría hundirme (Downing Girl). En 2005, Gary Garrels, del Museo de Arte Moderno, escribió que la obra es una "poética de lo absolutamente banal, de lo ordinario desplazado" que da como resultado una "imagen congelada en el tiempo y el espacio", lo que la hace "icónica". Comparando esto con la fuente, Garrels dice que es una interpretación "en un vocabulario simplificado" producida mientras Lichtenstein dejaba de lado su objetividad mecánica. Según The Grove Encyclopedia of American Art, los ejemplos extremos de su formalización se convierten en "abstracción virtual" cuando el espectador recuerda que el motivo es un elemento de una obra mayor. Así, Lichtenstein reforzó una visión no realista de las tiras cómicas y los anuncios publicitarios, presentándolos como imágenes artificiales con técnicas gráficas minimalistas. La magnificación de Lichtenstein de su material de origen enfatizó la sencillez de sus motivos como un equivalente al dibujo comercial mecánico, lo que lleva a implicaciones sobre sus declaraciones sobre la América industrial moderna. No obstante, Lichtenstein parece haber aceptado la cultura industrial capitalista estadounidense.
En 2003, Sarah Rich y Joyce Henri Robinson compararon el uso de Puntos Ben-Day de Lichtenstein en Drowning Girl con el trabajo de otro artista, y señalaron que el trabajo "satiriza el melodrama de las telenovelas y los cómics en serie, convirtiendo el drama del suicidio potencial de la figura del título en un alto rendimiento del campamento".
En 2009, Lanchner escribió sobre cómo la traducción de Lichtenstein de un contenido "muy cargado" con una presentación manejada con frialdad intensificó el contraste entre los dos.
Muchas fuentes describen Whaam! y Drowning Girl como las obras más famosas de Lichtenstein. También se considera una de sus obras más influyentes junto con Whaam! y Mira Mickey. John Elderfield, conservador jefe del Museo de Arte Moderno, señaló que la exposición "MoMA de Berlín" de 2004 celebrada durante la renovación del museo fue una "visión sinóptica del arte del siglo XX". Los aspectos más destacados de la exposición de 212 piezas, según varias publicaciones como The New York Times y artnet, fueron La noche estrellada de van Gogh, La danza de Matisse y Drowning Girl de Lichtenstein, todos los cuales estaban de gira fuera de los Estados Unidos por primera vez.
Drowning Girl fue parte de la retrospectiva más grande jamás realizada de Lichtenstein, que visitó el Instituto de Arte de Chicago en 2012, la Galería Nacional de Arte en Washington D. C., en 2012 y 2013, la Tate Modern en Londres en 2013 y el Centro Pompidou en 2013. Durante la retrospectiva de 2012-13, The Huffington Post describió a Drowning Girl como la "obra maestra del melodrama" de Lichtenstein. El crítico de arte danés y director del del Museo de Arte Moderno de Luisiana, Poul Erik Tøjner, calificó la obra como un ejemplo de las piezas de "perdición poscoital" de Lichtenstein, describiéndola como el "testigo estrella" de este género de sus obras. Señala que el sujeto está llegando a grandes profundidades mientras actúa por orgullo. Tøjner percibió erotismo en esta pintura, comparando la boca abierta con un rasgo vaginal y notando la singularidad de Lichtenstein usando la boca abierta. Con eso en mente, compara las lágrimas con los residuos de la eyaculación.

## Bibliographia
- Bader, Graham, ed. (2009), Roy Lichtenstein: October Files, The MIT Press, ISBN 978-0-262-01258-4..
- Coplans, John, ed. (1972), Roy Lichtenstein, Praeger Publishers..
- Holm, Michael Juul; Tøjner, Poul Erik; Caiger-Smith, eds. (2003), Roy Lichtenstein: All About Art, Louisiana Museum of Modern Art, ISBN 87-90029-85-2..
- Lobel, Michael (2002), Image Duplicator: Roy Lichtenstein and the Emergence of Pop Art, Yale University Press, ISBN 0300087624-9780300087628.
- Rondeau, James; Wagstaff, Sheena (2012),  Rigas, Maia M., ed., Roy Lichtenstein: A Retrospective, Art Institute of Chicago, ISBN 978-0-300-17971-2..
- Waldman, Diane (1993), Roy Lichtenstein, Solomon R. Guggenheim Museum, ISBN 0-89207-108-7..